# 黄嘉倩
黃嘉倩（Cacine Wong），為香港電影及流行樂壇中極少數女作曲家之一。由於她本人深厚的音樂修養和根基，她的作品以風格多樣化見稱；其中不乏荷里活式管弦樂的雄偉，也有細緻感人的抒情色彩。

## 簡歷
黃嘉倩在英國京士頓大學修畢其音樂教育榮譽學位後，繼而在雪菲爾大學取得作曲及鋼琴演奏之碩士學位。1987年回港，進入TVB擔任配樂指導一職，深受眾導演及監製之歡迎。其中廣為人知的電視劇集有：《鬥氣一族》、《他來自江湖》、《原振俠》、《蓋世豪俠》、《巨人》、《大家族》及《第三類法庭》等等。於2012年重返TVB，首部配樂作品《情越海岸線》。
1994年應杜琪峰導演之邀請，參予電影《現代豪俠傳》之作曲配樂製作。其後黃氏遂全力參予各類電影之作曲配樂，包括：《一線生機》、《拆彈專家之寶貝炸彈》、《和平飯店》、《呆佬拜壽》、《一個字頭的誕生》、《恐怖雞》、《非常突然》、《失業皇帝》、《再見阿郎》、《孤男寡女》、《生命因愛動聽》、《瘦身男女》、《少年往事》、《我左眼見到鬼》、《賤精先生》、《百年好合》、《大隻佬》及《天作之盒》。
其中《和平飯店》及《一個字頭的誕生》更分別獲得第十五屆及第十七屆香港電影金像獎最佳原創電影音樂之提名，而《孤男寡女》及《我左眼見到鬼》則分別在第二十屆香港電影金像獎及第三十九屆台灣金馬獎角逐最佳原創電影歌曲。
此外，黃氏亦有參予流行歌曲、兒歌及廣告音樂之創作。合作的歌手曾包括有：許志安、吳倩蓮、陳松伶、劉德華及鄭秀文等等。其中以吳倩蓮的《天下浪子不獨你一人》及鄭秀文的《感情線上》最廣為人知。而《感情線上》更奪得2000年全球華人至尊金曲獎。